# Annona paraguayensis
Annona paraguayensis är en kirimojaväxtart som beskrevs av Robert Elias Fries. Annona paraguayensis ingår i släktet annonor, och familjen kirimojaväxter. Inga underarter finns listade i Catalogue of Life.